# Join the Band
Join the Band è il quindicesimo album in studio del gruppo musicale statunitense Little Feat, pubblicato nel 2008. 

## Tracce
1. Fat Man in the Bathtub (Lowell George) (featuring Dave Matthews & Sonny Landreth)
2. Something in the Water (Al Anderson, Jeffrey Steele, Bob DiPiero) featuring Bob Seger & Brad Paisley)
3. Dixie Chicken (Lowell George, Fred Martin) (featuring Vince Gill & Sonny Landreth)
4. See You Later Alligator (Robert Guidry)
5. Champion of the World (Will Kimbrough, Gwil Owen) (featuring Jimmy Buffett)
6. The Weight <smal>(Robbie Robertson) (featuring Béla Fleck)
7. Don't You Just Know It (Huey "Piano" Smith)
8. Time Loves a Hero (Paul Barrère, Kenny Gradney, Bill Payne) (featuring Jimmy Buffett)
9. Willin' (Lowell George) (featuring Brooks & Dunn)
10. This Land Is Your Land (Woody Guthrie) (featuring Mike Gordon)
11. Oh Atlanta (Bill Payne) (featuring Chris Robinson)
12. Spanish Moon (Lowell George) (featuring Craig Fuller & Vince Gill)
13. Trouble (Lowell George) (featuring Inara George)
14. Sailin' Shoes (Lowell George) (featuring Emmylou Harris, Sam Bush & Béla Fleck)
15. I Will Play for Gumbo (Jimmy Buffett) (featuring Sam Bush) - bonus track

## Formazione
- Paul Barrère - voce, chitarra
- Sam Clayton - percussioni, voce
- Kenny Gradney - basso
- Richie Hayward - batteria, cori
- Shaun Murphy - voce
- Bill Payne - tastiera, voce
- Fred Tackett - chitarra, mandolino, tromba, cori